# WiiConnect24
O WiiConnect24 foi um serviço da Nintendo Wi-Fi Connection para o console Wii que foi anunciado na E3 de 2006. Permitiu que alguns serviços do sistema trabalhem mesmo que o console esteja no modo stand-by. Seu sucessor no Nintendo 3DS e Wii U é o SpotPass, recurso da Nintendo Network que concentra as mesmas funções do WiiConnect24.

## Serviço
O serviço pôde ser utilizado para o recebimento de dados enquanto o sistema não estava sendo utilizado. Em uma conferência o presidente da Nintendo, Satoru Iwata, descreveu o Wii como "o sistema que nunca dorme".
Além disso, era possível utilizar as portas USB do console para certas funções, como carregar players MP3, enquanto o aparelho estivesse nesse modo.
O serviço foi descontinuado pela Nintendo em 28 de junho de 2013, para dar maior continuidade aos serviços online do Wii U e do Nintendo 3DS; o serviço Nintendo Wi-Fi Connection foi desligado en 20 de maio de 2014. 

## Jogos compatíveis
Os seguintes jogos tinham compatibilidade com o serviço:
- Elebits
- Pokémon Battle Revolution
- Super Mario Galaxy
- Super Smash Bros. Brawl
- Mario Strikers Charged
- Mario & Sonic at the Olympic Games
- Mario Kart Wii
- Metroid Prime 3
- Lego Star Wars: The Complete Saga
- Trauma Center: New Blood
- Battalion Wars 2
- Guitar Hero III: Legends of Rock
- Dragon Ball Z: Budokai Tenkaichi 3
- Animal Crossing: City Folk